# Fundación Henry Moore
La Fundación Henry Moore es una entidad benéfica creada en 1977 que nació con el objetivo de enriquecer la cultura artística del público en general, su amor por las bellas artes y en concreto para la defensa de la obra de Henry Moore. La fundación nació en vida del artista, que junto a su familia querían fomentar la apreciación pública de las artes visuales. Desde entonces apoyan proyectos de escultura innovadores, con un programa imaginativo de exposiciones e investigación en todo el mundo y se preserva el legado de Moore, uno de los grandes escultores del siglo XX.

## Historia
La Fundación es el nombre de la organización benéfica de arte de Moore, y también de su antigua propiedad, que recibe a miles de visitantes cada año. incluye la casa restaurada del artista, Hoglands, y su jardín de flores, sus estudios y más de 70 acres de jardines y campos menos formales que contienen muchas de sus esculturas monumentales. Los terrenos también cuentan con la galería Sheep Field Barn con exhibiciones cambiantes, y el Aisled Barn medieval con una exhibición de nueve grandes tapices coloridos basados en sus dibujos. La finca está abierta estacionalmente para todos, con una tarifa de admisión.
La sede de la Fundación se encuentra en Perry Green, y sus grandes colecciones de su trabajo. Las colecciones incluyen esculturas en piedra, madera, yeso y bronce, dibujos y cuadernos de bocetos, obra gráfica y materiales preparatorios como objetos encontrados y maquetas. Las obras de arte se exhiben en todo el mundo, incluidas instituciones como: los Museos del Kremlin en Moscú, Rusia y la Fundación Pomodoro en Milán, Italia.
Además de dirigir el Instituto Henry Moore, la Fundación otorga subvenciones a museos y galerías. Su director actual es Godfrey Worsdale.